# المخطوفة (فلم 2001)
المخطوفة (باليابانية: 千と千尋の神隠し, سِن تو تشيهيرو نو كامي كاكُشي) (وتعني باليابانية: «اختطاف سان وتشيهيرو بعيدا») و(بالإنجليزية: Spirited Away) هو فلم رسوم متحركة ياباني (أنمي) أنتج عام 2001 من إخراج هاياو ميازاكي فيما قام بتنفيذ الرسوم الكرتونية إستدويو غيبلي، فاز بجائزة الأوسكارلأفضل فلم صور متحركة عام 2002.وحقق أكبر إيرادات في تاريخ السينما في اليابان متفوقاً على فلم تايتانك كما يحتل الفلم المرتبة الثانية في أكثر أفلام الأنمي ذخلا على الإطلاق بعد فلم اسمك
حاز الفلم على العديد من الجوائز، بما في ذلك ثاني جائزة أوسكار لأفضل فلم رسوم متحركة، وهو أول فلم أنمي يفوز بهذه الجائزة، وهو الفلم الوحيد الذي يفوز بالجائزة من بين خمسة مرشحين (عادة يكون هناك ثلاثة مرشحين فقط). كما فاز الفلم بجائزة الدب الذهبي عام 2002 في مهرجان برلين السينمائي الدولي (مناصفة مع فليم الأحد الدامي).

## القصة
(تشيهيرو) فتاة صغيرة إنتقلت مع والديها إلى المدينة وأثناء الطريق نسيّ والدها المسلك الذي يؤدي إلى المنزل الجديد فاخطأ وذهبوا من طريق آخر أدى بهم إلى مغامرة كبيرة فدخلوا إليها وعند خروجهم منها وجدوا أنفسهم أمام مساحة خضراء شاسعة أعجبهم المكان وقرروا التجوال قليلًا ثم وجدوا عددًا كبيرًا من المطاعم تعرض أطعمة لذيذة، لم يتمالك والدا (تشيهيرو) نفسيهما واخذوا يأكلان بدون إنقطاع لكن (تشهيرو) لم تأكل من ذلك الطعام وتركتهما قليلًا إلى أن يكملا طعامهما وفي طريقها صادفت فتى يقارب سنها تهيأ لها انها رأته من قبل لكن ذلك الفتى ذعر لوجودها في ذلك المكان وطلب منها الرحيل بسرعة قبل أن يحلّ الظلام، لم تفهم (تشيهيرو) ما يقصد ذلك الفتى لكنها أسرعت إلى والديها إلى المطعم لكنها وجدت أن والديها تحولا إلى خنزيرين فخافت منهما وأرادت ان تعود من حيث جاؤوا لكنها لم تستطع إذ ان تلك المساحة الخضراء أصبحت بركة عميقة. بحث ذلك الفتى عن (تشيهيرو) واخبرها ان الساحرة التي تحكم هذا المكان هي المسؤولة عما حدث لوالديها لأنهما اكلا الطعام الذي يخص ضيوفها الذين يأتون كل سنة للإستجمام وأخبرها أنها ستلاقي نفس المصير إن لم تطلب من الساحرة الشريرة (يوبابا) العمل لخدمة ضيوفها. كان اسم ذلك الفتى هو (آكو) ذهبت (تشيهيرو) إلى يوبابا فطلبت منها العمل لديها فقبلت (يوبابا) طلب (شيهرو) بصعوبة لكنها غيرت اسمها من (تشهيرو) إلى (سان) وذلك لكي تستطيع التحكم بها مثل ما تتحكم ب (آكو) والآخرين.

## الشخصيات

### شيهيرو اوجينو
شيهيرو تبلغ من العمر 10 سنوات والتي جائت مع امها واباها إلى بلدة جديدة حيث كانو يبحثون عن منزلهم فسلكو طريق مختصر والذي اوصلهم إلى محطة قطار ومن هنا بدأت قصتها، تشيهيرو فتاة رغم خوفها ولكنها حازمة ومصره على استرجاع والديها

### هاكو
اكو كان أول من رأى شيهيروا في عالم الأرواح وفي ذلك الحين شعرت شيهيروا من انها قد ألتقته من قبل، رغم أنه بدى فتى قاسي الملامح إلا أنه كان لطيفا جدا مع شيهيروا وقد ساعدها كثيرا، رأته شيهيروا يحلق في السماء على هيئة تنين أبيض اللون بعد أن أخدها لرؤيتة والداها قليلا في حظيرة الخنازير، تذكرت شيهيرو أخيرا كيف كانت تعرفه منذ زمن طويل وأخبرته بأنه هو روح نهر (كيهاكو) التي أنقدتها من الغرق في النهر عندما كانت طفلة.

### لين
إنها فتاة طيبة لكنها بعض الشيء غريبة اطوار

### يوبابا
الساحرة العجوز البغيضة المسؤولة عن الحمام العمومي عند الأرواح، حولت والدا شيهيروا إلى خنزيرين لأنها كانا يأكلان طعام ضيوفها، لجأت إليها شيهيروا لمنحها عمل بعد أن أخبرها أكو بأن تقوم بذلك ووافقت بصعوبة ثم جعلتها تعمل عندها في الحمام العمومي التي تملكه وأجرت لها العديد من الأختبارات حتى تثبت كفاءتها ونجحت شيهيرو بهذه الأختبارات كلها.

### زينيبا
شقيقة يوبابا التؤام، في البداية بدت بأنها بغيضة بقدر أختها حين حاولت مهاجمة أكو لأنه سرق ختمها السحري ولكن شيهيرو منعتها من ذلك ولكن بعدما ذهبت إليها شيهيرو لإعادة الختم إليها والاعتذار منها نيابة عن أكو تبين من أنها حنونة جدا أكثر من أختها بكثير.

### كاماجي
رجل مسن ذو ستة أذرع، مجد جدا في عمله وقد لجأت إليه شيهيرو أولا للبحث عن عمل وعرض عليها العمل عند يوبابا وساعدها لذهاب إلى منزل زينيبا بأعطاها تذاكر القطار التي كان يدخرها منذ 40 عاما.

### عديم الوجه
الطيف الأسود المقنع الوحيد الذي بدا مهتما جدا بشيهيرو منذ أن رأها لأول مرة، رأته شيهيرو للمرة الثالثة واقفا بعيدا في المطر بدا من أنه لم يكن يجرؤ على الدخول، سمحت له شيهيرو بالدخول إلى الحمام العمومي وهناك ساعدها في الكثير من مهماتها في الحمام العمومي وأيضا طلب من كل العمال بخدمته بعد أن أغارهم الذهب الذي كان معه وجهزوا له كل أصناف الطعام وكلما كان يأكل كلما تحول إلى وحش ضخم شيئا فشيئا وثار غضبه حين طلبت منه شيهيرو الرحيل بسبب أمر يوبابا لها بذلك وبقي يتبعها إلى منزل زينبا وطلبت منه زينيبا البقاء عندها لمساعدتها في أعمال الخياطة.

### بو (طفل يوبابا)
طفل يوبابا الرضيع المدلل وهو أضخم بكثير من والدته يوبابا، هو قوي وأحيانا يمكن أن يكون خطرا، حولته زينيبا إلى فأر بعد أن ظنها والدته وقد أصبح صديق مقرب لشيهيرو أثناء رحلتها إلى منزل زينيبا.

### والدا شيهيرو
والدها شيهيروا الذان حولتهما يوبابا إلى خنزيرين لأنهما كانا يأكلان طعام ضيوفها بشراهة، نجحت شيهيرو بأعادتهما إلى طبيعتهما بعد أن أجتازت الاختبار الأخير التي أعدت لها يوبابا بعدها عادوا جميعهم إلى عالم البشر.
| اسم الشخصية                | اسم الشخصية                                                                    | صوت الممثل       | صوت الممثل        |
| الإنجليزية                 | اليابانية (نيهونجو)                                                            | اليابانية        | الإنجليزية        |
| -------------------------- | ------------------------------------------------------------------------------ | ---------------- | ----------------- |
| شيهيرو اوجينو / سين        | أوجينو شيهيرو ((باليابانية: 荻野 千尋)) / سين ((باليابانية: 千))               | رومي هيراجي      | ديفاي تشيس        |
| هاكو / روح نهر كوهاكو      | هاكو ((باليابانية: ハク)) / نيغيهايامي كوهاكونوشي ((باليابانية: 饒速水小白主)) | ميو ايرينو       | جايسون مارسدن     |
| يوبابا                     | يوبابا ((باليابانية: 湯婆婆))                                                  | ماري ناتسوكي     | سوزان بليشيت      |
| زينيبا                     | زينيبا ((باليابانية: 銭婆))                                                    | ماري ناتسوكي     | سوزان بليشيت      |
| كاماجي                     | كاماجي ((باليابانية: 釜爺))                                                    | بونتا سوجاوارا   | ديفيد أوغدن ستيرز |
| لين                        | رين ((باليابانية: リン))                                                       | يومي تاماي       | سوزان ايجان       |
| تشيتشياكو                  | تشيتشياكو ((باليابانية: 父役))                                                 | تسونيهيكو كاميجو | بول إيدينغ        |
| أنياكو (مساعد مدير)        | أنياكو ((باليابانية: 兄役))                                                    | تاكيهيكو أونو    | جون راتزينبيرجر   |
| عديم الوجهه                | كاوناشي ((باليابانية: 顔無し))                                                 | أكيو ناكامورا    | بوب بيرغن         |
| اوجيرو                     | اوجيرو ((باليابانية: 青蛙))                                                    | تاتسويا جاشين    | بوب بيرغن         |
| بانداي جيرو (فورمان)       | بانداي جيرو ((باليابانية: 番台蛙))                                             | يو ويزومي        | رودجر بومباس      |
| بوه (طفل)                  | بوه ((باليابانية: 坊))                                                         | ريونوسوكي كاميكي | تارا سترونج       |
| أكيو أوجينو (والد شيهيرو)  | أوجينو أكيو ((باليابانية: 荻野 明夫))                                          | تاكاشي نايتو     | مايكل شيكليس      |
| يوكو أوجينو (والدة شيهيرو) | أوجينو يوكو ((باليابانية: 荻野 悠子))                                          | ياسوكو سواجوتشي  | لورين هولي        |
| روح النهر                  | كاوا نو كامي ((باليابانية: 河の神))                                            | كوبا هياشي       | جيم وارد          |
| روح الفجل                  | ''أوشيرا سما'' ((باليابانية: お白様))                                          | كين ياسودا       | جاك انجيل         |

## الإنتاج

### التطوير والإلهام
في كل صيف، كان هاياو ميازاكي يقضي إجازته في كوخ جبلي مع عائلته وخمس فتيات من أصدقاء العائلة. جاءت فكرة المخطوفة عندما أراد صنع فلم لهؤلاء الأصدقاء. كان ميازاكي قد أخرج سابقًا أفلامًا للأطفال الصغار والمراهقين مثل جاري توتورو وكيكي لخدمة التوصيل، لكنه لم يصنع فلمًا لفتيات يبلغن من العمر 10 سنوات. من أجل الإلهام، قرأ مجلات مانغا شوجو مثل مجلة ناكايوشي وريبون اللتين تركتهما الفتاتان في المقصورة، لكنهما شعرتا أنهما عرضتا مواضيع عن «الإعجاب» والرومانسية فقط. عندما نظر ميازاكي إلى أصدقائه الشباب، شعر أن هذا لم يكن «عزيزًا عليهم في قلوبهم» وقرر إنتاج فلم عن بطلة شابة يمكن أن يبحثوا عنها بدلاً من ذلك.
أراد ميازاكي إنتاج فلم جديد لسنوات، لكن اقتراحين سابقين له - أحدهما مبني على الكتاب الياباني بعنوان باليابانية: كيري نو موكو نو فوشغي نو ماشي (霧 の む こ う の ふ し ぎ な 町) بمعني مدينة غامضة هناك لساشيكو كاشيوابا، والآخر عن بطلة مراهقة - تم رفضه. كان اقتراح ميازاكي الثالث، والذي انتهى به الأمر أن يصبح سين وشيهيرو في المخطوفة، أكثر نجاحًا. تدور القصص الثلاثة حول حمام مستوحى من واحد في مسقط رأس ميازاكي. اعتقد ميازاكي أن الحمام كان مكانًا غامضًا، وكان هناك باب صغير بجوار أحد أحواض الاستحمام في الحمام. كان ميازاكي دائمًا فضوليًا لمعرفة ما وراءه، وقام بتأليف العديد من القصص حوله، والتي ألهمت إحداها إعداد الحمام في المخطوفة.
بدأ إنتاج المخطوفة في عام 2000 بميزانية قدرها 1.9 مليار ين ياباني (15 مليون دولار أمريكي). مولت شركة أفلام والت ديزني 10٪ من تكلفة إنتاج الفلم مقابل حق الشفعة للتوزيع الأمريكي. كما هو الحال مع الأميرة مونونوكي، جرب ميازاكي وطاقم إستوديو غيبلي الرسوم المتحركة بالكمبيوتر. مع استخدام المزيد من أجهزة الكمبيوتر والبرامج مثل سوفت إيميج ثري دي، تعلم الموظفون البرنامج، لكنهم استخدموا التكنولوجيا بعناية حتى عززت القصة، بدلاً من «سرقة العرض». تم رسم كل شخصية يدويًا في الغالب، حيث عمل ميازاكي جنبًا إلى جنب مع رسامي الرسوم المتحركة ليروا أنهم يقومون بذلك بشكل صحيح. كانت الصعوبة الأكبر في صنع الفلم هي تقليل طوله. عندما بدأ الإنتاج، أدرك ميازاكي أن الأمر سيستغرق أكثر من ثلاث ساعات إذا صنعه وفقًا لمخططه. اضطر إلى حذف العديد من المشاهد من القصة، وحاول تقليص «حلوى العين» في الفلم لأنه أراد أن يكون بسيطا. لم يرد ميازاكي أن يجعل البطل «فتاة جميلة». في البداية، كان محبطًا من مظهرها «المملة» وفكر، «إنها ليست لطيفة. ألا يوجد شيء يمكننا القيام به؟» مع اقتراب الفلم من نهايته، شعر بالارتياح لأنه «ستكون امرأة ساحرة». تيليكوم إنيميشن فلم، شركة الأنمي العالمية، مادهاوس، إنتاج آي جي، أوه! ساعد الإنتاج ودي أر موفي في تحريك الفلم. صورة متوسطة اللقطة لأحد الينابيع الساخنة في مدينة ماتسوياما بجزيرة شيكوكو باليابان. دوجو أونسن صورة واسعة لممر من مقر إقامة تاكاهاشي كوريكيو في متحف إيدو طوكيو للهندسة المعمارية المفتوح، والذي كان أحد مصادر إلهام ميازاكي في إنشاء مباني عالم الروح. كان سكن تاكاهاشي كوريكيو في متحف إيدو طوكيو للهندسة المعمارية أحد مصادر إلهام ميازاكي في إنشاء مباني عالم الروح. أسس ميازاكي بعض المباني في عالم الروح على المباني الموجودة في متحف إيدو طوكيو للهندسة المعمارية الواقعية في كوجاني، طوكيو، اليابان. غالبًا ما كان يزور المتحف للإلهام أثناء العمل على الفلم. كان ميازاكي مهتمًا دائمًا بالمباني ذات الطراز الغربي الزائف من فترة ميجي التي كانت متوفرة هناك. جعل المتحف ميازاكي يشعر بالحنين، «خاصةً عندما أقف هنا وحدي في المساء، بالقرب من وقت الإغلاق، والشمس تغرب - الدموع في عيني». كان فندق نوتويا ريوكان مصدر إلهام رئيسي آخر (能 登 谷 旅館)، وهو نزل ياباني تقليدي يقع في محافظة ياماغاتا، ويشتهر بفن العمارة الرائع وميزات الزينة. بينما تزعم بعض الكتب الإرشادية والمقالات أن مدينة الذهب القديمة في جيوفين في تايوان كانت بمثابة نموذج ملهم للفلم، إلا أن ميازاكي نفى ذلك. غالبًا ما يُقال أيضًا أن دوجو أونسن مصدر إلهام رئيسي لـ المخطوفة أونسن/ الحمام.

### الموسيقى والموسيقى التصويرية
تم تأليف وتنفيذ نتيجة فلم المخطوفة بواسطة مساعد ميازاكي المنتظم جو هيسايشي، وأداها أوركسترا اليابان الجديدة. حازت الموسيقى التصويرية على جوائز في مسابقة ماينيتشي السينمائية السادسة والخمسين لأفضل موسيقى، وجائزة معرض طوكيو الدولي لأفضل موسيقى 2001 في فئة الأفلام المسرحية، وجائزة القرص الذهبي اليابانية السابعة عشر لألبوم الرسوم المتحركة للعام. في وقت لاحق، أضاف هيسايشي كلمات إلى «يوم صيفي واحد» وأطلق على الإصدار الجديد «اسم الحياة» (い の ち の 名 前، «إنوشي نو ناماي») الذي غنته أياكا هيراهارا.
الأغنية الختامية، «دائما معي» (い つ も 何 度 で も، «إتسومو ناندو ديمو»، مضاءة «دائما، لا يهم كم مرة» كتبها وأداؤها يومي كيمورا، مؤلف وعازف قيثارة من أوساكا. كلمات الأغاني كتبها واكاكو كاكو صديق كيمورا. كان من المفترض أن تستخدم الأغنية لرين رسام المدخنة (煙 突 リ き の リ ン، إنتوتس-كاكي نو رين)، وهو فلم لميازاكي مختلف لم يتم إصداره مطلقًا. في الميزات الخاصة لقرص دي في دي الياباني، يشرح هاياو ميازاكي كيف ألهمته الأغنية في الواقع لخلق المخطوفة. الأغنية نفسها سيتم الاعتراف بها على أنها ذهبية في حفل توزيع جوائز اليابان القياسي رقم 43.
إلى جانب الموسيقى التصويرية الأصلية، يوجد أيضًا ألبوم صور بعنوان المخطوفة ألبوم الصور (千 と 千尋 の 神 隠 し イ メ ー ジ ア ル バ ム ، سين إلى شيهيرو نو كاميكاكوشي إيموجي أروبامو)، يحتوي على 10 مسارات.

جميع المسارات كتبها جو هيسايشي.
| #   | عنوان                                                      | المدة |
| --- | ---------------------------------------------------------- | ----- |
| 1.  | "أنو ناتسو (あの夏へ?, يوم صيفي واحد) "                    | 3:10  |
| 2.  | "توريميشي (とおり道?, طريق إلى مكان ما) "                  | 2:08  |
| 3.  | "دير موي إناي ريوروتن (誰もいない料理店?, المطعم الفارغ) " | 3:16  |
| 4.  | "يورو كيتارو (夜来る?, الليل مُقبل) "                       | 2:00  |
| 5.  | "ريو نو شونين (竜の少年?, فتى التنين) "                    | 2:12  |
| 6.  | "بويلر موسيه (ボイラー虫?, كرة القدم) "                    | 2:34  |
| 7.  | "كاميساما-تاشي (神さま達?, موكب الأرواح) "                 | 3:00  |
| 8.  | "يوبابا (湯婆婆?, يوبابا) "                                | 3:30  |
| 9.  | "يويا نو آسا (湯屋の朝?, حمام الصباح) "                    | 2:02  |
| 10. | "أنو هينوكاوا (あの日の川?, يوم النهر) "                   | 3:13  |
| 11. | "شيغوتو وا ترايزي (仕事はつらいぜ?, انه عمل صعب) "         | 2:27  |
| 12. | "أوكساريغامي (おクサレ神?, الروح الكريهة) "                | 4:02  |
| 13. | "سين نو يوكي (千の勇気?, شجاعة سين) "                      | 2:45  |
| 14. | "سوكوناشي آنا (底なし穴?, الهوة العميقة) "                 | 1:19  |
| 15. | "كاوناشي (カオナシ?, عديم الوجه) "                         | 3:47  |
| 16. | "6 بانمي نوي إيكي (6番目の駅?, المحطة السادسة) "           | 3:38  |
| 17. | "يوبابا كيوران (湯婆婆狂乱?, ذعر يوبابا) "                 | 1:38  |
| 18. | "نوما نو سوكو نو لي (沼の底の家?, البيت في قاع مستنقع) "   | 1:30  |
| 19. | "فوتاتابي (ふたたび?, كرر) "                               | 4:54  |
| 20. | "كايرو هاي (帰る日?, العودة) "                             | 2:43  |
| 21. | "إيتسومو ناندو ديمو (いつも何度でも?, دائما معي) "         | 2:43  |
| 22. | "إنوتشي نو ناماي (いのちの名前?, اسم الحياة) "             |       |

### تكيف اللغة الإنجليزية
غالبًا ما كان جون لاسيتر، رسام الرسوم المتحركة في شركة بيكسار وصديق ميازاكي، يجلس مع موظفيه ويشاهد أعمال ميازاكي عندما يواجه مشاكل في القصة. بعد رؤية المخطوفة لاسيتر كان منتشيًا. عند سماع رد فعله على الفلم، سأل مايكل إيسنر الرئيس التنفيذي لشركة ديزني لاسيتر عما إذا كان مهتمًا بتقديم فلم المخطوفة إلى جمهور أمريكي. لاسيتر ملزم بالموافقة على العمل كمنتج تنفيذي للتكيف الإنجليزي. بعد ذلك، بدأ العديد من الآخرين في الانضمام إلى المشروع: انضم المخرج المشارك لـ الجميلة والوحش كيرك وايز والمنتج المشارك لـ علاء الدين دونالد دبليو إرنست إلى لاسيتر كمخرج ومنتج لـ المخطوفة، على التوالي. صاغ كاتبا السيناريو سيندي ديفيس هيويت ودونالد إتش هيويت الحوار باللغة الإنجليزية، الذي كتباه من أجل مطابقة حركات الشفاه الأصلية للشخصيات باللغة اليابانية.
يتكون طاقم الفلم من ديفاي تشيس، وجايسون مارسدن، وسوزان بليشيت (في دورها السينمائي الأخير قبل وفاتها في يناير 2008)، ومايكل شيكليس، ولورين هولي، وسوزان ايجان، وديفيد أوغدن ستيرز، وجون راتزينبيرجر (منتظم بيكسار). كان الإعلان محدودًا، حيث تم ذكر المخطوفة في قسم تمرير صغير من قسم الأفلام في ديزني.كوم؛ قام ديزني بتهميش موقعه الرسمي على الإنترنت لفلم المخطوفة  ومنح الفلم ميزانية ترويجية صغيرة نسبيًا. يجادل مارك هايرستون بأن هذا كان ردًا مبررًا على احتفاظ ستوديو جيبلي بحقوق الترويج للفلم والشخصيات، مما حد من قدرة ديزني على تسويق الفلم بشكل صحيح.

## ثيمات

### الخارق للطبيعة
الموضوعات الرئيسية لـ المخطوفة، التي تأثرت بشدة بالفولكلور البوذي الشنتو الياباني، تركز على بطل الرواية شيهيرو ورحلتها الحدية عبر عالم الأرواح. الموقع المركزي للفلم هو حمام ياباني حيث تستحم فيه مجموعة كبيرة ومتنوعة من مخلوقات الفولكلور الياباني، بما في ذلك كامي. يستشهد ميازاكي بطقوس الانقلاب الشمسي عندما ينادي القرويون الكامي المحلي ويدعوهم إلى حماماتهم. يواجه شيهيرو أيضًا كامي الحيوانات والنباتات. يقول ميازاكي عن هذا:
في زمن أجدادي، كان يُعتقد أن كامي موجود في كل مكان - في الأشجار والأنهار والحشرات والآبار وأي شيء. لا يؤمن جيلي بهذا، لكني أحب فكرة أنه يجب علينا جميعًا أن نعتز بكل شيء لأن الأرواح قد تكون موجودة هناك، ويجب أن نعتز بكل شيء لأن هناك نوعًا من الحياة لكل شيء. إن دخول شيهيرو النموذجي إلى عالم آخر يحدد مكانتها كواحدة في مكان ما بين الطفل والبالغ. يقف شيهيرو أيضًا خارج الحدود المجتمعية في بيئة خارقة للطبيعة. إن استخدام كلمة كاميكاكوشي (حرفيًا «مخفي من قبل الآلهة») في العنوان الياباني، والفولكلور المرتبط بها، يعزز هذا المقطع الحدودي: «كاميكاكوشي حكم على» الموت الاجتماعي «في هذا العالم، والعودة إلى هذا العالم من كاميكاكوشي تعني» القيامة الاجتماعية". "
يتم التعبير عن موضوعات إضافية من خلال بدون وجه، الذي يعكس الشخصيات التي تحيط به، ويتعلم بالقدوة ويأخذ سمات من يأكله. تؤدي هذه الطبيعة إلى هياج بدون وجه الوحشي عبر الحمام. بعد أن ينقذ شيهيرو بلا وجه مع الدمبلينغ المقيئ، يصبح خجولًا مرة أخرى. في نهاية الفلم، قرر زينيبا الاهتمام بـ بدون وجه حتى يتمكن من التطور دون التأثير السلبي للحمام.

### فانتازيا
تمت مقارنة الفلم بمغامرات أليس في بلاد العجائب للمخرج لويس كارول وعبر المرآة، حيث تشترك القصص في بعض العناصر مثل كونها تدور في عالم خيالي، والحبكات تتضمن اضطرابًا في المنطق والاستقرار، ووجود زخارف مثل كغذاء له صفات متحولة؛ على الرغم من أن التطورات والمواضيع ليست مشتركة. من بين القصص الأخرى التي تمت مقارنتها بـ المخطوفة، يُنظر إلى ساحر أوز العجيب على أنه أكثر ارتباطًا من حيث الموضوع.
لدى يوبابا العديد من أوجه التشابه مع كوشمان من فلم بينوكيو عام 1940، بمعنى أنها تحول البشر إلى خنازير بطريقة مماثلة لتحور صبية جزيرة المتعة إلى حمير. عند الحصول على عمل في الحمام، استيلاء يوبابا على اسم شيهيرو الحقيقي يقتل رمزياً الطفل، الذي يجب أن يتحول بعد ذلك إلى مرحلة البلوغ. ثم خضعت لطقوس مرور وفقًا لشكل المونوميث؛ لاستعادة استمرارية ماضيها، يجب على شيهيرو إنشاء هوية جديدة.

### الثقافة اليابانية التقليدية
يحتوي فلم المخطوفة على تعليقات نقدية حول المجتمع الياباني الحديث فيما يتعلق بالصراعات بين الأجيال والقضايا البيئية. يُنظر إلى شيهيرو على أنه تمثيل لشوجو، الذي تغيرت أدواره وأيديولوجيته كثيرًا منذ اليابان ما بعد الحرب. تمامًا كما تسعى شيهيرو إلى الحصول على هويتها السابقة، سعت اليابان في خوفها من الانكماش الاقتصادي الذي حدث أثناء إصدار الفلم في عام 2001، إلى إعادة الاتصال بالقيم السابقة. في مقابلة، علق ميازاكي على عنصر الحنين هذا إلى اليابان القديمة.

### الاستهلاكية الغربية
وفقًا لذلك، يمكن فهم الفلم جزئيًا على أنه استكشاف لتأثير الجشع والنزعة الاستهلاكية الغربية على الثقافة اليابانية التقليدية. على سبيل المثال، تعتبر يوبابا فريدة من نوعها من حيث الأسلوب داخل الحمام، حيث ترتدي ثوباً غربيًا وتعيش بين الديكور والمفروشات الأوروبية، على عكس النمط الياباني البسيط لمقر موظفيها، مما يمثل التأثير الرأسمالي الغربي على اليابان في فترة ميجي وما بعدها. إلى جانب وظيفتها في الظهور الظاهر لموضوع العمر، يمكن اعتبار فعل يوبابا المتمثل في أخذ اسم شيهيرو واستبداله بـ سين (قراءة بديلة لـ شي، الحرف الأول في اسم شيهيرو، تعطينا «ألف» (سين باليابانية تعني الرقم ألف))، على أنه رمزيًا لاهتمام الرأسمالية المنفرد بالقيمة.
تصميم ميجي للمنتزه المهجور هو المكان المناسب لتحول والدي شيهيرو - تصل العائلة في سيارة أودي مستوردة والأب يرتدي قميص بولو على الطراز الأوروبي، مما يطمئن شيهيرو بأن لديه «بطاقات ائتمان وأموال» قبلهم تتحول إلى خنازير استهلاكية فعلية. صرح ميازاكي:
تحول والدا شيهيرو إلى خنازير يرمز إلى كيف يصبح بعض البشر جشعين. في نفس اللحظة التي تقول فيها شيهيرو إن هناك شيئًا غريبًا في هذه المدينة، يتحول والديها إلى خنازير. كان هناك أشخاص «تحولوا إلى خنازير» خلال اقتصاد الفقاعة في اليابان (المجتمع الاستهلاكي) في الثمانينيات، وما زال هؤلاء الأشخاص لم يدركوا أنهم أصبحوا خنازير. بمجرد أن يصبح شخص ما خنزيرًا، فإنه لا يعود إلى كونه بشرًا ولكن بدلاً من ذلك يبدأ تدريجياً في امتلاك «جسد وروح خنزير». هؤلاء الناس هم من يقولون، «نحن في حالة ركود وليس لدينا ما يكفي من الطعام». هذا لا ينطبق فقط على عالم الخيال. ربما لم تكن هذه مصادفة والطعام في الواقع (تشبيهًا لـ) «فخ للقبض على البشر الضالين.» 
ومع ذلك، لا يمكن اعتبار حمام الأرواح مكانًا خالٍ من الغموض والظلام. يتعامل العديد من الموظفين بوقاحة مع شيهيرو لأنها بشر، والفساد موجود دائمًا؛ إنه مكان للإفراط والجشع، كما هو موضح في الظهور الأولي لـ عديم الوجه. في تناقض صارخ مع بساطة رحلة شيهيرو وتحولاته، هناك الكرنفال الفوضوي باستمرار في الخلفية.

### حماية البيئة
هناك حالتان رئيسيتان للإشارات إلى القضايا البيئية داخل الفلم. يظهر الأول عندما يتعامل شيهيرو مع «الروح الكريهة». كانت الروح النتنة في الواقع روحًا نهرية، لكنها كانت فاسدة بالقذارة لدرجة أن المرء لا يستطيع معرفة ما كان عليه للوهلة الأولى. أصبح نظيفًا مرة أخرى فقط عندما قام شيهيرو بإخراج كمية كبيرة من القمامة، بما في ذلك إطارات السيارات والقمامة والدراجة. يشير هذا إلى تلوث الإنسان للبيئة، وكيف يمكن للناس إلقاء الأشياء دون مبالاة دون التفكير في العواقب وأين ستذهب القمامة. ونرى الإشارة الثانية في هاكو نفسه. هاكو لا يتذكر اسمه وفقد ماضيه، ولهذا علق في الحمام. في النهاية، يتذكر شيهيرو أنه كان روح نهر كوهاكو، الذي تم تدميره واستبداله بشقق. بسبب حاجة البشر للتطور، دمروا جزءًا من الطبيعة، مما تسبب في فقدان هاكو منزله وهويته. يمكن مقارنة ذلك بإزالة الغابات والتصحر؛ يقوم البشر بهدم الطبيعة، وإحداث خلل في النظام البيئي، وهدم منازل الحيوانات لإشباع رغبتهم في المزيد من المساحة (المساكن، ومراكز التسوق، والمتاجر، وما إلى ذلك) ولكن لا تفكر في كيفية تأثيرها على الكائنات الحية الأخرى.

## الإطلاق
شباك التذاكر والإصدار المسرحي تم إصدار فلم المخطوفة بشكل مسرحي في اليابان في 20 يوليو 2001 من قبل الموزع توهو، حيث بلغ إجمالي أرباحه 30.4 مليار ين ليصبح الفلم الأكثر ربحًا في التاريخ الياباني، وفقًا لجمعية منتجي الصور المتحركة في اليابان. ومنذ ذلك الحين، ارتفع إجمالي مبيعاتها في شباك التذاكر الياباني إلى 31.68 مليار ين، اعتبارًا من عام 2020. كان أيضًا أول فلم يربح 200 مليون دولار في شباك التذاكر العالمي قبل افتتاحه في الولايات المتحدة.
فلم ديزني باللغة الإنجليزية تحت إشراف لاسيت، تم عرضه لأول مرة في مهرجان تورونتو السينمائي الدولي في 7 سبتمبر 2002 وتم إصداره لاحقًا في أمريكا الشمالية في 20 سبتمبر 2002. كان لدى المخطوفة القليل جدًا من التسويق، أقل من شركة ديزني الأخرى. - الأفلام، بحد أقصى 151 دار عرض للفلم عام 2002. بعد حفل توزيع جوائز الأوسكار عام 2003، توسعت لتصل إلى 714 مسارح. حقق الفلم 450.000 دولار أمريكي في عطلة نهاية الأسبوع الافتتاحية وحقق في النهاية حوالي 10 ملايين دولار بحلول سبتمبر 2003. خارج اليابان والولايات المتحدة، حقق الفلم نجاحًا معتدلًا في كل من كوريا الجنوبية وفرنسا حيث حقق 11 مليون دولار و 6 ملايين دولار على التوالي. في الأرجنتين، هو من بين أفضل 10 أفلام أنمي مع أكثر بيع التذاكر.
بعد حوالي 18 عامًا من إصداره الأصلي في اليابان، كان فلم المخطوفة قد تم عرضه في الصين في 21 يونيو 2019. ويأتي بعد الإصدار المسرحي الصيني لـ جاري توتورو في ديسمبر 2018. كان الإصدار المسرحي المتأخر في الصين بسبب التوترات السياسية طويلة الأمد بين الصين واليابان، لكن العديد من الصينيين أصبحوا على دراية بأفلام ميازاكي بسبب تفشي قرصنة الفيديو. تصدرت شباك التذاكر الصيني مع 28.8 مليون دولار في عطلة نهاية الأسبوع الافتتاحية، بفوزها على حكاية لعبة 4 في الصين. في عطلة نهاية الأسبوع الثانية، حققت المخطوفة أرباحًا تراكمية بلغت 54.8 مليون دولار في الصين، وكانت في المرتبة الثانية بعد سبايدرمان: بعيدا عن الوطن في نهاية هذا الأسبوع. اعتبارًا من 16 يوليو 2019، حقق الفلم 70 مليون دولار في الصين ، وبذلك وصل إجمالي شباك التذاكر في جميع أنحاء العالم إلى أكثر من 346 مليون دولار اعتبارًا من 8 يوليو 2019.
يبلغ إجمالي شباك التذاكر في المخطوفة في جميع أنحاء العالم 395,580,000 دولار أمريكي (47,030,975,000 ين) بناءً على التقديرات العليا.

### وسائط المنزل
تم إصدار المخطوفة لأول مرة على تنسيقات في إتش إس ودي في دي في اليابان بواسطة بوينا فيستا هوم إنترتينمنت في 19 يوليو 2002. تتضمن إصدارات دي في دي اليابانية القصص المصورة للفلم وتتضمن النسخة الخاصة مشغل جيبلي دي في دي. باعت المخطوفة 5.5 مليون وحدة فيديو منزلية في اليابان بحلول عام 2007، وتحمل حاليًا الرقم القياسي لمعظم نسخ الفيديو المنزلية المباعة في جميع الأوقات في البلاد.
في أمريكا الشمالية، تم إصدار الفلم بصيغة دي في دي وفي إتش إس بواسطة والت ديزني هوم إنترتينمنت في 15 أبريل 2003. أدى الاهتمام الذي أثاره فوز الأوسكار إلى أن أصبح الفلم بائعًا قويًا. تشمل ميزات المكافأة مقطورات يابانية، وهو فلم وثائقي تم بثه في الأصل على تلفزيون نيبون، ومقابلات مع ممثلين صوتيين في أمريكا الشمالية، ومقارنة مختارة من لوحة العمل إلى المشهد، وفلم وثائقي فن المخطوفة، رواه الممثل جيسون مارسدن. في المملكة المتحدة، تم إصدار الفلم في جميع أنحاء البلاد بواسطة أوبتمم ريليسينغ في 12 سبتمبر 2003، وتم إصداره لاحقًا على دي في دي وفي إتش إس كإصدار إيجار من خلال الموزع المستقل أفلام هاي فلايرز بي إل سي بعد طرح الفلم في دور العرض. تم إصداره رسميًا لاحقًا على قرص دي في دي في المملكة المتحدة في 29 مارس 2004، مع التوزيع الذي تم بواسطة أوبتمم ريليسينغ بأنفسهم. في عام 2006، أعيد إصداره كجزء من مجموعة أوبتمم «مجموعة استوديو غيبلي».
تم إصدار الفلم بصيغة بلو-رأي في اليابان والمملكة المتحدة في عام 2014، وتم إصداره في أمريكا الشمالية بواسطة استوديوهات والت ديزني للترفيه المنزلي في 16 يونيو 2015. أعادت جي كي أي دي إس إصدار الفلم على بلو-رأي ودي في دي في 17 أكتوبر 2017. في 12 نوفمبر 2019، جي كي أي دي إس وشووت! فاكتوري قامو بإصدار نُسخة حصرية من مجموعة المخطوفة في أمريكا الشمالية، والذي يتضمن الفلم على بلو-رأي، والموسيقى التصويرية للفلم على قرص مضغوط، بالإضافة إلى كتاب من 40 صفحة به تصريحات توشيو سوزوكي وهاياو ميازاكي، ومقالات عن طريق الفلم الناقد كينيث توران والمؤرخ السينمائي ليونارد مالتين.
إلى جانب باقي أفلام استوديو غيبلي، تم طرح فلم المخطوفة في الأسواق الرقمية لأول مرة في 17 ديسمبر 2019.

## الاستقبال

### استجابة النقاد
حققت المخطوفة نجاحًا نقديًا كبيرًا على نطاق واسع على مراجعة مجمع الطماطم الفاسدة، الفلم حاصل على 97٪ تقييم موافقة على أساس عدد التعليقات 187، مع تصنيف متوسط 8.61 / 10. يقول إجماع نقاد الموقع: «المخطوفة هي قصة خيالية مبهرة وساحرة ورائعة ستجعل المشاهدين أكثر فضولًا وانبهارًا بالعالم من حولهم». منحت ميتاكريتيك، التي تستخدم المتوسط المرجح، الفلم درجة 96 من 100 بناءً على 41 نقادًا، مما يشير إلى «الإشادة العالمية».
روجر إيبرت من شيكاغو سن-تايمز أعطى الفلم أربع نجوم كاملة، مشيدًا بالعمل واتجاه ميازاكي. قال إيبرت أيضًا أن فلم المخطوفة كان أحد «أفضل أفلام العام»، بالإضافة إلى إضافته إلى قائمة «الأفلام العظيمة». استعرض إلفيس ميتشل من صحيفة نيويورك تايمز الفلم بشكل إيجابي وأشاد بتسلسل الرسوم المتحركة. كما أجرى ميتشل مقارنة إيجابية مع لويس كارول من خلال النظرة الزجاجية، بالإضافة إلى قوله إن أفلام ميازاكي تدور حول «المزاج كمزاج» والشخصيات «تزيد من توتر [الفلم]». قال ديريك إيلي من تشكيلة ذلك المخطوفة «يمكن الاستمتاع بها من قبل الأغصان والكبار على حد سواء» وأشاد بالرسوم المتحركة والموسيقى. أشاد كينيث توران من صحيفة لوس أنجلوس تايمز بإتجاه ميازاكي والتمثيل الصوتي، بالإضافة إلى قوله إن الفلم هو «نتاج خيال شرس لا يعرف الخوف ولا تشبه إبداعاته أي شيء شاهده شخص من قبل.»  أورلاندو سينتينل ناقد أشاد جاي بويار أيضًا بإخراج ميازاكي وقال إن الفلم هو «الخيار الأمثل لطفل انتقل إلى منزل جديد».
في عام 2004، صنفت سينيفانتاستيك الفلم كواحد من «10 رسوم متحركة أساسية». في 2005، صنفت أي جي إن فلم المخطوفة كأفضل 12 فلم رسوم متحركة على الإطلاق. تم تصنيف الفلم أيضًا في المرتبة التاسعة من بين الأفلام الأعلى تقييمًا على الإطلاق في ميتاكريتيك، كونه أعلى فلم رسوم متحركة تقليديًا على الموقع. احتل الفلم المرتبة العاشرة في مجلة إمباير «أفضل 100 فلم في السينما العالمية» عام 2010. في عام 2010، صنفت الطماطم الفاسدة الفلم على أنه أفضل 13 فلم رسوم متحركة على الموقع، وفي عام 2012 في المرتبة 17. في عام 2019، اعتبر الموقع أن الفلم هو رقم 1 من بين 140 فلم رسوم متحركة أساسي لمشاهدتها. في كتابه أوتاكو، لاحظ هيروكي أزوما: «بين عامي 2001 و 2007، حظيت أشكال وأسواق أوتاكو بالاعتراف الاجتماعي بسرعة كبيرة في اليابان»، ويستشهد بفوز ميازاكي في حفل توزيع جوائز الأوسكار عن المخطوفة من بين أمثله.
| العام | الجائزة                                          | الفئة                                              | المستلم                                                                          | النتيجة |
| ----- | ------------------------------------------------ | -------------------------------------------------- | -------------------------------------------------------------------------------- | ------- |
| 2001  | إنيميشن كوبي                                     | جائزة الفلم المسرحي                                | المخطوفة                                                                         | ربح     |
| 2001  | جوائز بلو ريبون                                  | أفضل فلم                                           | المخطوفة                                                                         | ربح     |
| 2001  | جوائز ماينيتشي السينمائية                        | أفضل فلم                                           | المخطوفة                                                                         | ربح     |
| 2001  | جوائز ماينيتشي السينمائية                        | أفضل فلم رسوم متحركة                               | المخطوفة                                                                         | ربح     |
| 2001  | جوائز ماينيتشي السينمائية                        | أفضل مُخرج                                          | هاياو ميازاكي                                                                    | ربح     |
| 2002  | جائزة أكاديمية اليابان الخامسة والعشرون          | أفضل فلم                                           | المخطوفة                                                                         | ربح     |
| 2002  | جائزة أكاديمية اليابان الخامسة والعشرون          | أفضل أغنية                                         | يومي كيمورا                                                                      | ربح     |
| 2002  | مهرجان برلين السينمائي الدولي                    | الدب الذهبي                                        | المخطوفة                                                                         | ربح     |
| 2002  | مهرجان سينكيد                                    | جائزة فلم سينكيد                                   | المخطوفة                                                                         | ربح     |
| 2002  | جوائز هونغ كونغ السينمائية القرن الحادي والعشرون | أفضل فلم آسيوي                                     | المخطوفة                                                                         | ربح     |
| 2002  | جائزة طوكيو للأنمي                               | الرسوم المتحركة للعام                              | المخطوفة                                                                         | ربح     |
| 2002  | جائزة طوكيو للأنمي                               | أفضل إخراج فني                                     | يوجي تاكيشيجي                                                                    | ربح     |
| 2002  | جائزة طوكيو للأنمي                               | أفضل تصميم شخصية                                   | هاياو ميازاكي                                                                    | ربح     |
| 2002  | جائزة طوكيو للأنمي                               | أفضل مُخرج                                          | هاياو ميازاكي                                                                    | ربح     |
| 2002  | جائزة طوكيو للأنمي                               | أفضل موسيقى                                        | جو هيسايشي                                                                       | ربح     |
| 2002  | جائزة طوكيو للأنمي                               | أفضل سيناريو                                       | هاياو ميازاكي                                                                    | ربح     |
| 2002  | جائزة طوكيو للأنمي                               | أفضل ممثل صوتي                                     | رومي هيراجي مثل شيهيرو                                                           | ربح     |
| 2002  | جائزة طوكيو للأنمي                               | دخول ملحوظ                                         | هاياو ميازاكي                                                                    | ربح     |
| 2002  | جوائز جمعية يوتا لنقاد السينما                   | أفضل صورة                                          | المخطوفة                                                                         | ربح     |
| 2002  | جوائز جمعية يوتا لنقاد السينما                   | أفضل مُخرج                                          | هاياو ميازاكي كيرك وايز (النسخة الإنجليزية)                                      | ربح     |
| 2002  | جوائز جمعية يوتا لنقاد السينما                   | أفضل سيناريو                                       | هاياو ميازاكي سيندي ديفيس هيويت (تكييف إنجليزي) دونالد إتش هيويت (تكييف إنجليزي) | ربح     |
| 2002  | جوائز جمعية يوتا لنقاد السينما                   | أفضل فلم بلغة غير إنجليزية                         | اليابان                                                                          | ربح     |
| 2002  | المجلس الوطني للمراجعة                           | جائزة المجلس الوطني للمراجعة لأفضل فلم رسوم متحركة | المخطوفة                                                                         | ربح     |
| 2002  | نيويورك فلم كريتيكس اون لاين                     | أفضل فلم رسوم متحركة                               | المخطوفة                                                                         | ربح     |
| 2003  | 75 حفل توزيع جوائز الأوسكار                      | أفضل فلم رسوم متحركة                               | المخطوفة                                                                         | ربح     |
| 2003  | جوائز آني الثلاثين                               | جائزة آني لأفضل فلم رسوم متحركة                    | المخطوفة                                                                         | ربح     |
| 2003  | جوائز آني الثلاثين                               | الإخراج في فلم رسوم متحركة                         | هاياو ميازاكي                                                                    | ربح     |
| 2003  | جوائز آني الثلاثين                               | جائزة آني للكتابة إنتاج الرسوم المتحركة            | هاياو ميازاكي                                                                    | ربح     |
| 2003  | جوائز آني الثلاثين                               | جائزة آني للموسيقى في إنتاج الرسوم المتحركة        | جو هيسايشي                                                                       | ربح     |
| 2003  | جوائز اختيار النقاد الثامنة                      | أفضل فلم رسوم متحركة                               | المخطوفة                                                                         | ربح     |
| 2003  | جوائز ساتورن التاسعة والعشرون                    | أفضل فلم رسوم متحركة                               | المخطوفة                                                                         | ربح     |
| 2003  | جوائز ساتورن التاسعة والعشرون                    | جائزة ساتورن لأفضل كتابة                           | هاياو ميازاكي سيندي ديفيس هيويت (تكييف إنجليزي) دونالد إتش هيويت (تكييف إنجليزي) | ترشّح    |
| 2003  | جوائز ساتورن التاسعة والعشرون                    | جائزة ساتورن لأفضل موسيقى                          | جو هيسايشي                                                                       | ترشّح    |
| 2003  | جوائز غولدن ساتلايت السابعة                      | أفضل ميزة وسائط متحركة أو مختلطة                   | المخطوفة                                                                         | ربح     |
| 2003  | مهرجان أمستردام للفلم الرائع                     | جائزة سيلفر سكريم                                  | المخطوفة                                                                         | ربح     |
| 2003  | جوائز كريستوفر                                   | الفلم الرئيسي                                      | المخطوفة                                                                         | ربح     |
| 2004  | جوائز الأكاديمية البريطانية للأفلام 57           | أفضل فلم ليس باللغة الإنجليزية                     | المخطوفة                                                                         | ترشّح    |

## وصلات خارجية
- المخطوفة على موقع IMDb (الإنجليزية)
- المخطوفة على موقع ميتاكريتيك (الإنجليزية)
- المخطوفة على موقع الموسوعة البريطانية (الإنجليزية)
- المخطوفة على موقع روتن توميتوز (الإنجليزية)
- المخطوفة على موقع نتفليكس (الإنجليزية)
- المخطوفة على موقع قاعدة بيانات الأفلام العربية
- المخطوفة على موقع ألو سيني (الفرنسية)
- المخطوفة على موقع Turner Classic Movies (الإنجليزية)
- المخطوفة على موقع أول موفي (الإنجليزية)
- المخطوفة على موقع بوكس أوفيس موجو (الإنجليزية)